# Leśnia

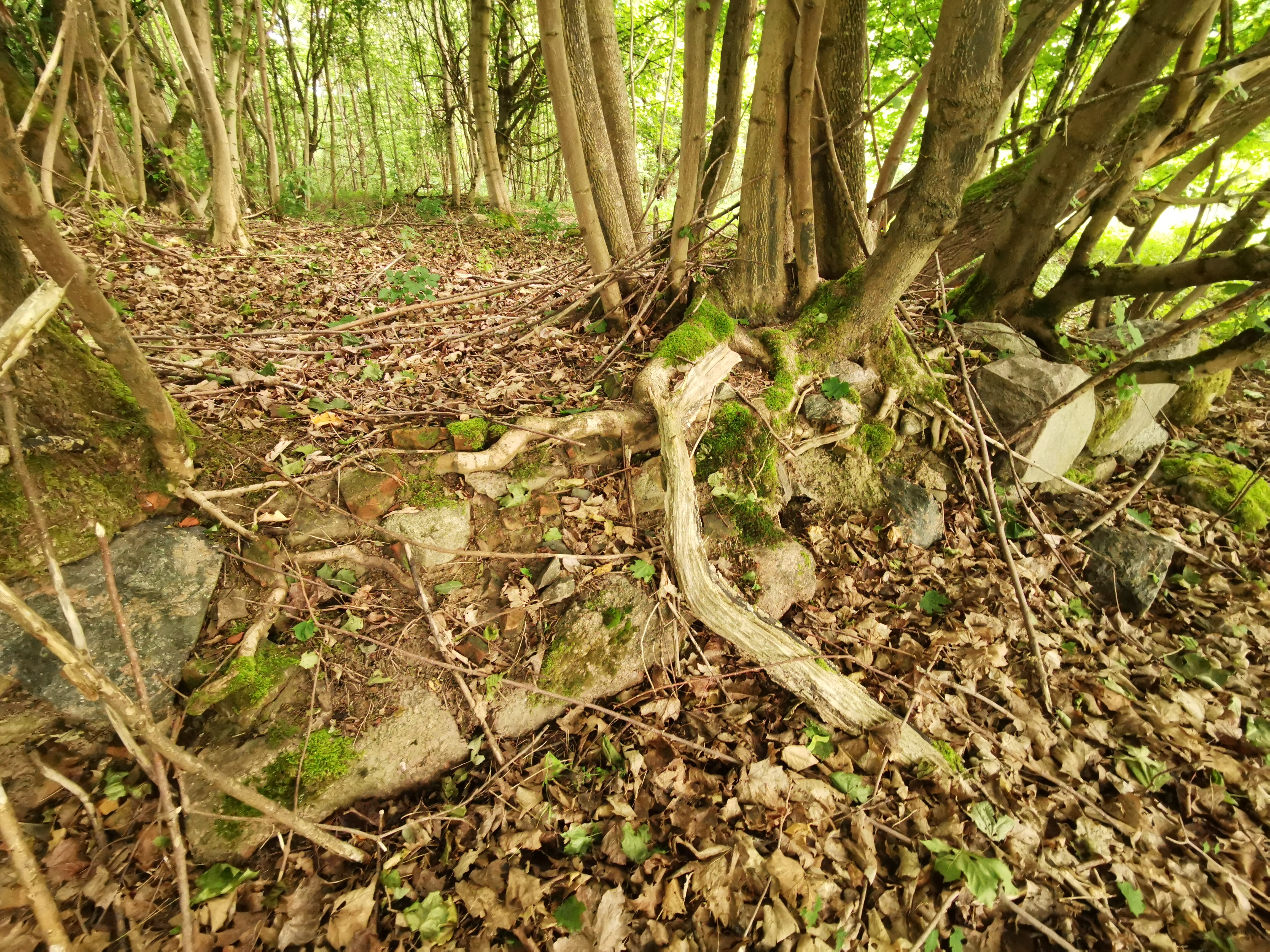
Pozostałości po cegielni znajdującej się niegdyś w pobliżu osady

Leśnia (kaszb. Lesniô lub Lesnié, niem. Berghof, Lesnie) – osada w Polsce położona w województwie pomorskim, w powiecie słupskim, w gminie Dębnica Kaszubska. Wchodzi w skład sołectwa Dobieszewo.
Na 30 czerwca 2018 liczba mieszkańców wynosiła 30. Według stanu na 30 września 2013 w osadzie mieszkało pięć osób więcej.
W latach 1975–1998 miejscowość administracyjnie należała do województwa słupskiego.
W okresie administracji pruskiej, jak wynika z mapy topograficznej z 1907, niedaleko osady, tj. około 700 m na wschód od jej zabudowań, znajdowała się cegielnia.

## Nazwa
Nazwa miejscowości, wzmiankowana po raz pierwszy w formie Lesnie w 1863, ma pochodzenie słowiańskie i charakter topograficzny. Jest to nazwa prymarna przeniesiona z przymiotnika leśna. Obecny kształt nazwy polskiej wynika z błędnej resubstytucji obocznej nazwy niemieckiej Lesnie, która jest adaptacją fonetyczną pierwotnej nazwy słowiańskiej. W języku niemieckim pierwotną nazwą był Berghof – nazwa o charakterze topograficznym, złożona z dwóch członów-nazw pospolitych: Berg „góra” i Hof „zagroda, folwark”'.
Rada Języka Kaszubskiego proponuje opartą na polskiej kaszubską formę nazwy Lesniô.